# Supercoupe de Hongrie de football
La Supercoupe de Hongrie de football (en hongrois: Magyar labdarúgó-szuperkupa ) est une compétition de football créée en 1992 opposant le vainqueur du Championnat de Hongrie au vainqueur de la Coupe de Hongrie, disputée sur un match unique depuis 2008.
Le Ferencvárosi TC est le club le plus titré avec six victoires.

## Palmarès
| Année(s)    | Vainqueur                                                                         | Score                                                                             | Finaliste                                                                         |
| 1992        | Újpest FC (1)                                                                     | 3 - 1                                                                             | Ferencvárosi TC                                                                   |
| 1993        | Ferencvárosi TC (1)                                                               | 2 - 1                                                                             | Kispest-Honvéd FC                                                                 |
| 1994        | Ferencvárosi TC (2)                                                               | 2 - 1                                                                             | Vác FC-Samsung                                                                    |
| 1995        | Ferencvárosi TC (3), champion et vainqueur de la coupe, est vainqueur du trophée. | Ferencvárosi TC (3), champion et vainqueur de la coupe, est vainqueur du trophée. | Ferencvárosi TC (3), champion et vainqueur de la coupe, est vainqueur du trophée. |
| 1996        | non disputée                                                                      | non disputée                                                                      | non disputée                                                                      |
| 1997        | MTK Hungária FC (1), champion et vainqueur de la coupe, est vainqueur du trophée. | MTK Hungária FC (1), champion et vainqueur de la coupe, est vainqueur du trophée. | MTK Hungária FC (1), champion et vainqueur de la coupe, est vainqueur du trophée. |
| 1998 à 2001 | non disputée                                                                      | non disputée                                                                      | non disputée                                                                      |
| 2002        | Újpest FC (2)                                                                     | 3 - 1                                                                             | Zalaegerszegi TE FC                                                               |
| 2003        | MTK Hungária FC (2)                                                               | 2 - 0                                                                             | Ferencvárosi TC                                                                   |
| 2004        | Ferencvárosi TC (4), champion et vainqueur de la coupe, est vainqueur du trophée. | Ferencvárosi TC (4), champion et vainqueur de la coupe, est vainqueur du trophée. | Ferencvárosi TC (4), champion et vainqueur de la coupe, est vainqueur du trophée. |
| 2005        | Debreceni VSC (1)                                                                 | 2 - 4 3 - 0                                                                       | FC Sopron                                                                         |
| 2006        | Debreceni VSC (2)                                                                 | 1 - 0 2 - 1                                                                       | FC Fehérvár                                                                       |
| 2007        | Debreceni VSC (3)                                                                 | 1 - 1 3 - 0                                                                       | Budapest Honvéd FC                                                                |
| 2008        | MTK Hungária FC (3)                                                               | 0 - 0 3 - 2 tab                                                                   | Debreceni VSC                                                                     |
| 2009        | Debreceni VSC (4)                                                                 | 1 - 0                                                                             | Budapest Honvéd FC                                                                |
| 2010        | Debreceni VSC (5)                                                                 | 1 - 0                                                                             | Videoton FC                                                                       |
| 2011        | Videoton FC (1)                                                                   | 1 - 0                                                                             | Kecskeméti TE                                                                     |
| 2012        | Videoton FC (2)                                                                   | 1 - 1 5 - 3 tab                                                                   | Debreceni VSC                                                                     |
| 2013        | Győri ETO FC (1)                                                                  | 3 - 0                                                                             | Debreceni VSC                                                                     |
| 2014        | Újpest FC (1)                                                                     | 0 - 0 5 - 4 tab                                                                   | Debreceni VSC                                                                     |
| 2015        | Ferencvárosi TC (5)                                                               | 3 - 0                                                                             | Videoton FC                                                                       |
| 2016        | Ferencvárosi TC (6), champion et vainqueur de la coupe, est vainqueur du trophée. | Ferencvárosi TC (6), champion et vainqueur de la coupe, est vainqueur du trophée. | Ferencvárosi TC (6), champion et vainqueur de la coupe, est vainqueur du trophée. |